# Misumenops robustus
Misumenops robustus es una especie de araña cangrejo del género Misumenops, familia Thomisidae. Fue descrita científicamente por Simon en 1929.

## Distribución
Esta especie se encuentra en Venezuela, Perú, Brasil.